# Grúz Fegyveres Erők

A Grúz Fegyveres Erők (grúz nyelven:  საქართველოს თავდაცვის ძალები, magyar átírásban: szakartvelosz tavdacvisz dzalebi), Grúzia hadereje, amely két haderőnemből, a szárazföldi erőkből és a légierőből áll. A haditengerészet mint önálló haderőnem 2009-ben megszűnt, beolvasztották a Grúz Határőrsághez tartozó parti őrségbe. 

A grúz hadsereg zászlaja

## Grúziahaderejének néhány összefoglaló adata

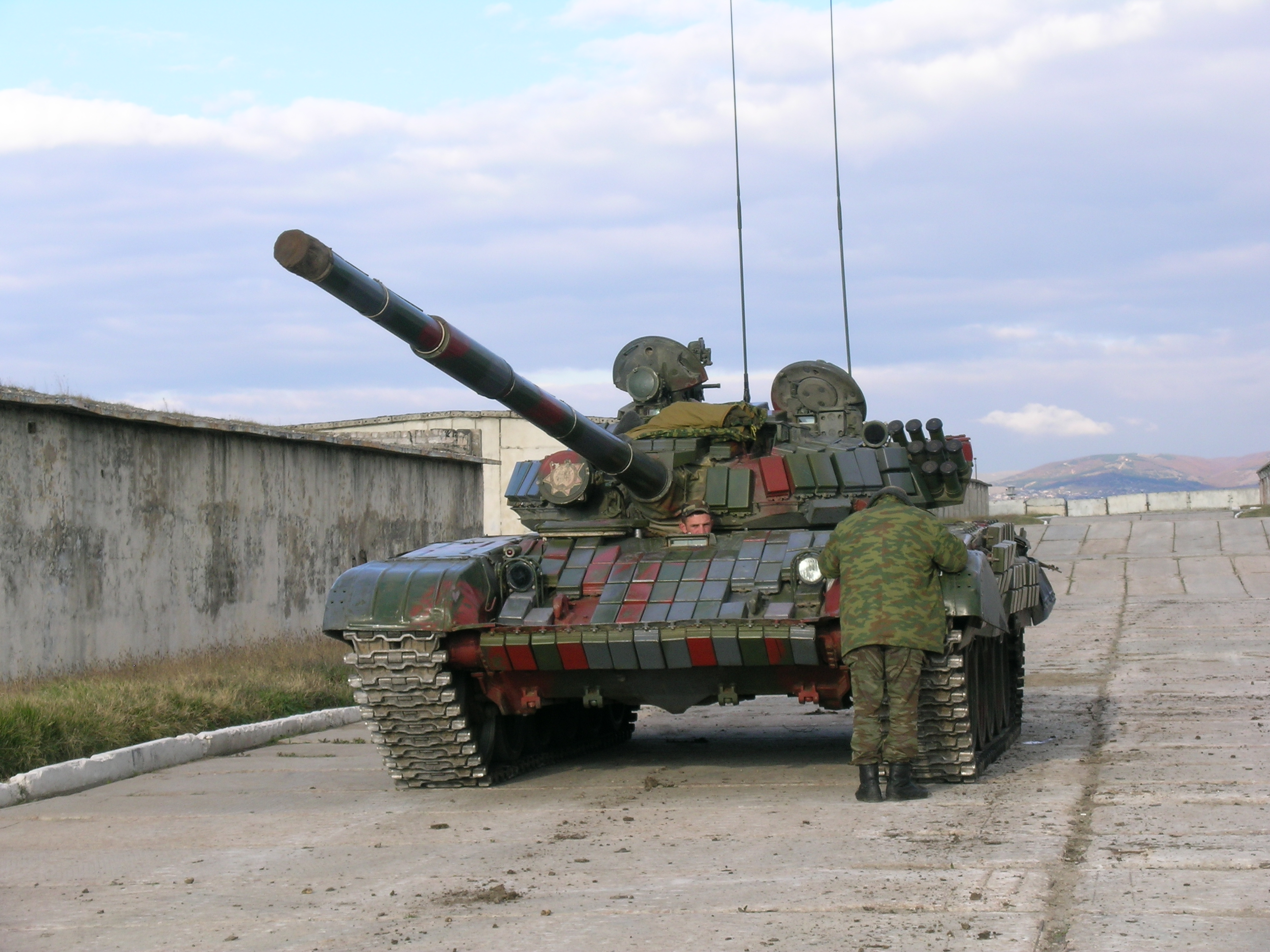
Grúz T-72-es, reaktív páncélzattal

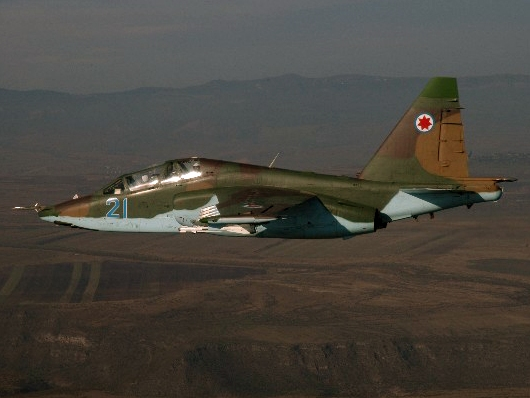
Grúz Szu–25UB

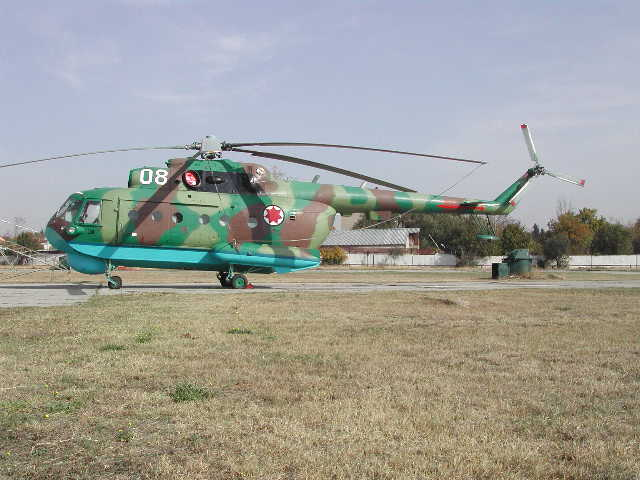
Mi–14

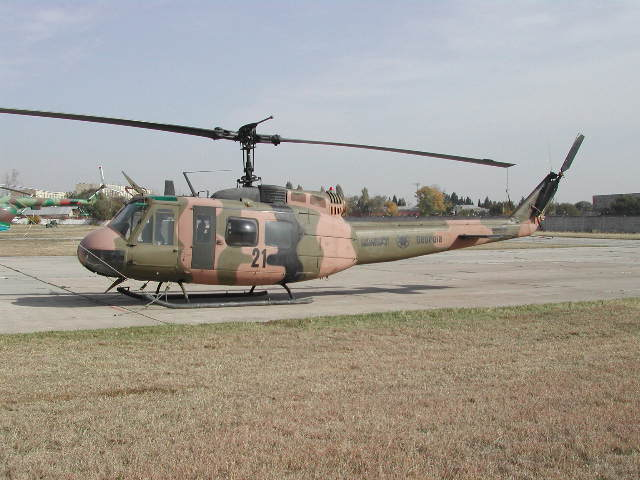
Az Egyesült Államoktól kapott UH–1

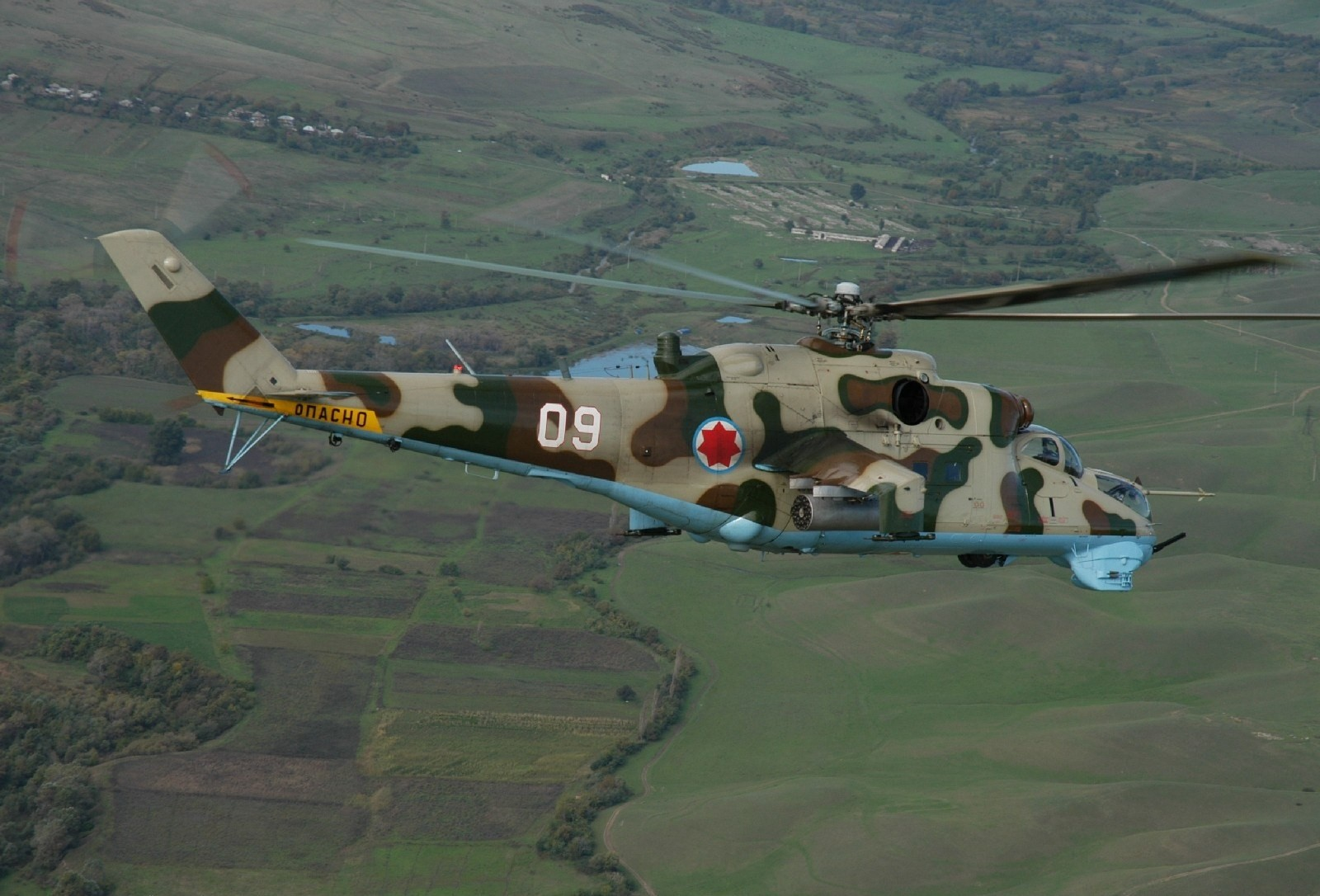
Mi–24

A szárazföldi erők létszáma 8620 fő. A szárazföldi erők parancsnokságának összetétele: 2 gépesített lövészdandár, 1 nemzeti gárda dandár, 1 tüzérezred, 1 felderítő-zászlóalj, 1 különleges zászlóalj, 1 békefenntartó zászlóalj. Haditechnikai eszközök: 90 db T–55, T–72 típusú harckocsi; 185 db BMP–1, BMP–2, BRM–1, BTR–70/80, MT–LB típusú páncélozott gyalogsági és egyéb páncélozott jármű; 76 db tüzérségi löveg, 16 db BM–21 típusú rakéta-sorozatvető, 17 db 120 mm-es aknavető és néhány SA–16 típusú légvédelmi rakéta.
A légierő létszáma 1250 fő. Haditechnikai eszközök: Szu–17 vadászbombázó és Szu–25 csatarepülőgépek; An–2, Jak-18/40, Tu–134 típusú szállító repülőgép; 3 db Mi–24, 4 db Mi–8/17, 8 db UH–1H; 75 db SA–2, SA–3, SA–4, SA–5 légvédelmi rakétaindító. [mikor?]
A haditengerészet létszáma 1830 fő. Haditechnikai eszközök: 11 db őrhajó és partvédelmi hajó, 2 db deszanthajó. [mikor?]
Az ellenséges abház és oszét erők személyi állománya 7000 fő. Haditechnikai eszközök: 50-60 db harckocsi és 100 db tüzérségi löveg. [mikor?]
- Teljes személyi állomány: 32 650 fő (2008)
- Védelmi költségvetés: 218 millió USD (2006)
- Az ellenzéki erők (abház, oszét erők) személyi állománya: 6867 fő
- Az ellenzéki erők haditechnikai eszközei: 50-60 db harckocsi és 100 db tüzérségi löveg
- Szolgálati idő 18 hónap
- Mozgósítható állomány: 827 281 fő alkalmas katonai szolgálatra
- Grúzia szorosra fűzte kapcsolatait az utóbbi időkben a NATO-val, és az USA-val. Amikor George W. Bush amerikai elnök Grúziában járt, ígéretet tett Grúzia NATO csatlakozására. Grúzia szoros kapcsolatokat táplál a nyugattal, és politikailag is ki akar kerülni Oroszország vonzás körzetéből.

- Az orosz–grúz háborúban a grúz katonai veszteségek:
- 169 katona halott
- 300 katona eltűnt
- 2200 katona sebesült
- 30-34 harckocsi megsemmisült
- 1 rendőr halott
- 9 partvédelmi hajó megsemmisült
- 1 rakétahordozó őrhajó megsemmisült
- 3 db grúz kémrepülő megsemmisült
- 15–20 harci repülőgép megsemmisült
- 2 db helikopter (Mi–8, Mi–24) megsemmisült

## Szárazföldi erő: 8620 fő
Harcászati egységek:
- 2 gépesített lövészdandár
- 1 nemzeti gárda dandár
- 1 tüzérezred
- 1 felderítő-zászlóalj
- 1 különleges zászlóalj
- 1 békefenntartó zászlóalj

### Fegyverzet
- 64 db T–55, T–72 harckocsi
- 185 db BMP–1, BMP–2, BRM–1, BTR–70, BTR–80, MT–LB páncélozott gyalogsági, és egyéb páncélozott jármű
- 76 db tüzérségi löveg
- 16 db BM–21 Grad rakéta-sorozatvető
- 17 db 120 mm-es aknavető
- néhány SA–16 légvédelmi rakéta

## Légierő, légvédelem: 1250 fő
Harci repülők
- 12 darab Szu–25 csatarepülőgép
- Néhány L–29 Delfín és L–39 Albatros

A Grúz Légierő alapvető csapásmérő erejét sokáig a Szu–25-ös csatarepülőgépek képezték. Hét gépet 1992-ben kapott a légierő a Tbiliszi Repülőgépgyártól, amely a típus egyetlen gyártója volt az egykori Szovjetunióban. A 2000-es évek elején további 12 darab Szu–25-ös állított szolgálatba a Grúz Légierő. Ezeket a használt gépeket Grúzia Csehországtól vásárolta. A 2010-es évek elején további gépeket vásárolt Grúzia (egyes hírek szerint Bulgáriából). A gépek üzemképessége folyamatosan esett. Több gép (2 vagy három) elpusztult a grúz-orosz háborúban. Egyes források szerint 2017-ben tervezték a kivonásukat és a földi támadó funkciót a jövőben pilóta nélküli repülőgépekkel akarják megoldani.
Az 1997–2008 közötti időszakban Grúzia jelentős mennyiségű használt haditechnikai eszközt , köztük repülő és légvédelmi eszközöket szerzett be Ukrajnából. Ekkor került Grúziába 10 db egykori ukrán L–29 Delfín, 14 db L–39 Albatros, valamint Mi–8 és Mi–14-es helikopterek és Mi–24-es harci helikopterek.
Grúzia már elkezdte a tárgyalásokat Csehországgal 10-12 darab szubszonikus könnyű vadászrepülőgép, L–159 ALCA vásárlásáról, jelentette be Martin Bartak cseh védelmi miniszterhelyettes. (Ezek a gépek Grúziának fontosak, hiszen Grúzia vezetése szeretne a NATO-hoz csatlakozni, miközben orosz támogatású Dél-Oszétiával és Abháziával is foglalkozniuk kell. Folyamatban volt 15 darab UH–60 Black Hawk szállító helikopter és 5 C–130 Hercules teherszállító repülőgép beszerzése is.
Szállító repülők
- An–2 szállító repülőgép
- Tu–134 szállító repülőgép
- Jak–18, Jak–40 szállító repülőgép

Helikopterek
- 2 db Mi–24
- 3 db Mi–8, Mi-17
- 8 db UH–1H

Légvédelmi rakéták
- 75 db SA–2, SA–3, SA-4 légvédelmi rakétaindító.
- 6 db 9K37 Buk légvédelmi rakétakomplexum
- 8 db 9K33M2 Osza–AK és 6 db 9K33M3 Osza–AKM légvédelmi rakétakomplexum
- Spyder–SR légvédelmi rakétakomplexum
- Sztrela–2, Sztrela–3, Igla–1 és Grom kézi légvédelmi rakéták

## Haditengerészet: 1830 fő
Hajóállomány
- 2 db őrhajó, partvédelmi hajó
- 2 db deszanthajó.